# المبادرة الشعبية من أجل هجرة معتدلة
أقام حزب الشعب السويسري ومنظمة العمل من أجل سويسرا مستقلة ومحايدة المبادرة الشعبية الفيدرالية من أجل هجرة معتدلة في 13 أغسطس 2018. تطالب المبادرة بإعادة التفاوض مع الاتحاد الأوروبي حول اتفاقية حرية التنقل من أجل إلغائها، هذه الاتفاقية التي تسمح للأوروبيين بالعمل في سويسرا، كما تطالب بحق الانسحاب الأحادي من الاتفاقية في حال فشل المفاوضات خلال عام.
نشأت المبادرة لأنه وفقًا لداعميها لم تنفذ الجمعية الاتحادية والمجلس الاتحادي ما قضت به مبادرة سابقة جرت الموافقة عليها في 9 فبراير 2014.
من الأحزب الممثلة في البرلمان السويسري، دعم المبادرة ثلاثة أحزاب وهي حزب الشعب السويسري، والاتحاد الديمقراطي الفيدرالي وعصبة تشيني. وعارضتها أحزاب الخضر وحزب الشعب الديمقراطي المسيحي و الحزب الاشتراكي الديمقراطي السويسري وحزب الشعب الإنجيلي و حزب الخضر الليبرالي والحزب الليبرالي الراديكالي والحزب الديمقراطي الشعبي.
تأجل التصويت على المبادرة من 17 مايو 2020 إلى 27 سبتمبر 2020؛ بسبب جائحة كورونا. استطلاعات الرأي أشارت إلى عدم الموافقة على المبادرة.
وقد جاءت نتائج التصويت بالرفض إذ صوت 61.7% من المستفتين ضد المبادرة. حصلت المبادرة على أغلبية في 4 كانتونات فقط، وهي أبنزل رودس الداخلية، جلاروس، شفيتس، وتيتشينو.

## المبادرة

### المحتوى
تطالب المبادرة بقوانين هجرة مستقلة في سويسرا دون مبدأ حرية التنقل. على أن تقوم الحكومة بالتفاوض مع الاتحاد الأوروبي حول اتفاقية حرية التنقل لحل هذه الاتفاقية خلال عام، وإلا يكون لسويسرا الحق في الخروج منها من جانب واحد.

### نص المبادرة
ستتغير النصوص التالية في الدستور الاتحادي:

المادة 121 ب الهجرة دون حرية التنقل
1. تنظم سويسرا هجرة المهاجرين والمهاجرات بصفة مستقلة.
2. غير مسموح بعقد اتفاقات جديدة أو تقديم التزامات تمنح حق حرية التنقل لمواطني الدول الأجنبية.
3. الاتفاقيات والالتزامات القائمة لا يسمح بتبنيها أو توسيعها بما يناقد البندين 1 و2.

المادة 197 النقطة 12

12. أحكام انتقالية
1. من خلال المفاوضات، يجب أن تصبح اتفاقية 21 يونيو 1992، المبرمة بين الفيدرالية السويسرية من جانب والاتحاد الأوروبي والدول الأعضاء فيه من جانب آخر، غير سارية المفعول خلال اثني عشر شهرًا من قبول المادة 121 ب.
2. إذا لم ينجح ذلك، يخرج المجلس الفيدرالي من الاتفاقية وفقًا للنقطة 1 خلال 30 يومًا لاحقة.

## المجلس الاتحادي
في رسالة موجهة إلى الجمعية الاتحادية في يونيو 2019، وجه المجلس الاتحادي إلى التوصية برفض المبادرة دون اقتراح مقابل. وفي الرسالة، جاءت الإشارة إلى أن الهجرة ترتبط بتحديات، لكن أشير أيضًا إلى أن هذه التحديات تواجَه بالفعل بإجراءات مختلفة. وأرجع المجلس الاتحادي رفضه المبادرة إلى سبب رئيسي، وهو أن إلغاء حق حرية التنقل سيؤدي إلى تبعات ضارة للموقف الاقتصادي لسويسرا وأن الخروج من جانب واحد من الاتفاقيات الموقعة مع الاتحاد الأوربي سيقود إلى إلغاء الاتفاقيات التي رفعت العوائق التقنية عن مجالات الطلبات الحكومية والبحث العلمي والزراعة والنقل الجوي والبري.

## استشهادات
1. ↑  "السويسريون يصوتون على استفتاء بشأن الحد من الهجرة الوافدة من الاتحاد الأوروبي". يورونيوز. 27 سبتمبر 2020. مؤرشف من الأصل في 2020-09-27. اطلع عليه بتاريخ 2020-09-27.
2. ↑  جلاروس، غلاروس، قلاروس، گلاروس.
3. ↑  "النتائج النهائية لاقتراعات يوم الأحد 27 سبتمبر 2020". سويس إنفو. 27 سبتمبر 2020. مؤرشف من الأصل في 2020-09-27. اطلع عليه بتاريخ 2020-09-27.